# Clemente Micara
Clemente Micara (Frascati, 24 dicembre 1879 – Roma, 11 marzo 1965) è stato un cardinale, arcivescovo cattolico e diplomatico italiano, al servizio della Santa Sede.

## Biografia
Nato a Frascati da famiglia benestante e di antiche tradizioni ecclesiastiche, entrò giovanissimo in seminario e studiò successivamente presso la Pontificia Università Gregoriana, la Pontificia Università Lateranense e la Pontificia Accademia Ecclesiastica. Fu ordinato presbitero il 20 settembre 1902 nella chiesa delle Scuole Pie a Frascati.
Svolse vari prestigiosi incarichi nell'ambito della Segreteria di Stato finché, nel 1918, divenne prelato domestico di Sua Santità. Intrapresa la carriera diplomatica, il 7 maggio 1920 fu nominato arcivescovo titolare di Apamea di Siria e primo nunzio apostolico in Cecoslovacchia; ricevette l'ordinazione episcopale l'8 agosto dello stesso anno dalle mani del cardinale Pietro Gasparri. 
La situazione della Chiesa nel nuovo Stato era difficile, l'arcivescovo di Praga (Primate di Boemia), Pavel Huyn, era stato allontanato dal Paese già a novembre 1918, dovendo dare le dimissioni l'anno seguente mentre il cardinale Lev Skrbenský Hříště (predecessore di Huyn a Praga) "dovette" dimettersi dal governo pastorale dell'arcidiocesi di Olomouc nello stesso 1920, inoltre la nascita della nuova Chiesa hussita cecoslovacca a cui il nuovo governo aveva assegnato centinaia di luoghi di culto cattolici rendeva difficili le relazioni colla Santa Sede specialmente nella parte ceca del nuovo Stato. Tra 1919 e 1921 quattro delle sei diocesi ceche ebbero nuovi vescovi e dal 1923 Norbert Klein, vescovo della diocesi di Brno (poi dimissionario nel 1926, con la diocesi lasciata vacante per cinque anni) governò la stessa diocesi di fatto da Vienna. Solo la diocesi di Litoměřice mantenne lo stesso vescovo di prima della guerra dopo tale periodo. Tuttavia il nuovo nunzio riuscì ad avere qualche successo nel difficile contesto. Anche per quanto riguarda la Chiesa cattolica in Slovacchia ci dovettero essere dei cambiamenti nelle nomine dei vescovi (solo il vescovo di Košice rimase al suo posto dopo il 1920, unico nelle sei circoscrizioni ecclesiastiche "slovacche") oltre alla perdita per l'arcidiocesi di Esztergom (la cui sede è in Ungheria ma era estesa allora soprattutto in Slovacchia) della maggior parte dei suoi territori per la costituzione su tali zone dell'amministrazione apostolica di Trnava che comprendeva anche Bratislava e durò dal 1922 al 1989. Il governo cecoslovacco lo espulse nel 1923 non gradendo la politica conciliatoria del Vaticano giudicata "troppo moderata" dai nazionalisti cechi.
Il 30 maggio 1923 fu nominato nunzio apostolico in Belgio e Lussemburgo, con residenza a Bruxelles dove durante la seconda guerra mondiale si oppose alle autorità tedesche occupanti per garantire l'incolumità della città. Suonatore di violoncello, frequentava il castello reale di Laeken dove partecipava a serate musicali del trio della regina Elisabetta del Belgio. Amico personale di Giacomo Puccini, gli portò conforto nell'ultimo periodo della sua vita quando era ricoverato nella clinica del prof. Ledoux a Bruxelles, e lo assistette fino alla fine amministrandogli l'unzione degli infermi e gli altri sacramenti (1924).
Papa Pio XII lo elevò al rango di cardinale nel concistoro del 18 febbraio 1946 con titolo di Santa Maria sopra Minerva. Opta per la Diocesi Suburbicaria di Velletri della quale fu l'ultimo Cardinale Vescovo. A lui si deve il merito della ricostruzione delle Chiese distrutte dalla Seconda Guerra Mondiale. Per la Basilica Cattedrale di S. Clemente ha promosso immediati lavori di restauro chiamando i più importanti artisti e architetti dell'epoca. Ha costruito le nuove chiese dell'Agro Pontino all'epoca facente parte della sede veliterna. Cardinale vicario della diocesi di Roma dal 1951 fino alla morte, si mise in luce per aver costruito nella città eterna più di cento chiese, nel periodo della grande espansione cittadina del dopoguerra e del boom economico.
Nel 1958 insieme ad un industriale Belga nella frazione di Vermicino, costruisce il quartiere Villaggio Belga, con al centro la Chiesa dei Sacri Cuori di Gesù e Maria.
Partecipò a due conclavi, quello del 1958 e quello del 1963: in quest'ultimo si ritiene che abbia svolto un importante ruolo, considerata la grande amicizia che da sempre lo legava al cardinale Montini che divenne papa Paolo VI. Fu per lungo tempo cardinale-vescovo di Velletri, diocesi suburbicaria sita alle porte di Roma. Morì, dopo una lunga malattia, l'11 marzo 1965 all'età di 85 anni; la sua tomba è a Roma, nella basilica di Santa Maria sopra Minerva.

## Genealogia episcopale e successione apostolica
La genealogia episcopale è:
- Cardinale Scipione Rebiba
- Cardinale Giulio Antonio Santori
- Cardinale Girolamo Bernerio, O.P.
- Arcivescovo Galeazzo Sanvitale
- Cardinale Ludovico Ludovisi
- Cardinale Luigi Caetani
- Cardinale Ulderico Carpegna
- Cardinale Paluzzo Paluzzi Altieri degli Albertoni
- Papa Benedetto XIII
- Papa Benedetto XIV
- Papa Clemente XIII
- Cardinale Marcantonio Colonna
- Cardinale Giacinto Sigismondo Gerdil, B.
- Cardinale Giulio Maria della Somaglia
- Cardinale Carlo Odescalchi, S.I.
- Vescovo Eugène de Mazenod, O.M.I.
- Cardinale Joseph Hippolyte Guibert, O.M.I.
- Cardinale François-Marie-Benjamin Richard
- Cardinale Pietro Gasparri
- Cardinale Clemente Micara

La successione apostolica è:
- Arcivescovo Karel Kmetko (1921)
- Vescovo Ján Vojtaššák (1921)
- Vescovo Marián Bláha (1921)
- Arcivescovo Antonín Cyril Stojan (1921)
- Vescovo Antonín Čech (1923)
- Cardinale Jozef-Ernest Van Roey (1926)
- Arcivescovo Luigi Arrigoni (1946)
- Arcivescovo Francisco Aldegunde Dorrego, O.F.M. (1947)
- Cardinale Antonio Samorè (1950)
- Arcivescovo Armando Lombardi (1950)
- Arcivescovo Gennaro Verolino (1951)
- Arcivescovo Ettore Cunial (1953)
- Vescovo Primo Gasbarri (1953)
- Arcivescovo Salvatore Siino (1953)
- Cardinale Ermenegildo Florit (1954)
- Arcivescovo Luigi Punzolo (1955)
- Vescovo Cesario D'Amato, O.S.B. (1955)